# Woezel en Pip: Op zoek naar de Sloddervos!
Woezel en Pip: Op zoek naar de Sloddervos! is een Nederlandse animatiefilm uit 2016 van Patrick Raats. De film is gebaseerd op de kinderboekenserie Woezel en Pip.

## Verhaal
De verjaardag van de Wijze Varen staat in aantocht en dat betekent feest in de tovertuin. Woezel en Pip krijgen de opdracht om het verjaardagscadeau voor hun vriend te verstoppen. Wanneer het cadeau plots verdwenen blijkt moeten Woezel en Pip samen met hun vrienden op zoek naar de dader.

## Rolverdeling
| Acteur            | Personage           |
| ----------------- | ------------------- |
| Rijk Aardse       | Woezel              |
| Munaycha Draaibas | Pip                 |
| Willeke Alberti   | tante Perenboom     |
| Johnny de Mol     | Molletje            |
| Edwin Rutten      | Wijze Varen         |
| Marlies Somers    | Vlindertje          |
| Yori Swart        | de Zingende Tulpjes |
| Holly van Zoggel  | Buurpoes            |
| Jordhan Vroegh    | neefje Charlie      |